# Microsteira pluriseta
Microsteira pluriseta är en tvåhjärtbladig växtart som först beskrevs av Henri Ernest Baillon, och fick sitt nu gällande namn av Nied., Arenes. Microsteira pluriseta ingår i släktet Microsteira och familjen Malpighiaceae. Inga underarter finns listade i Catalogue of Life.